# 能登呂半島

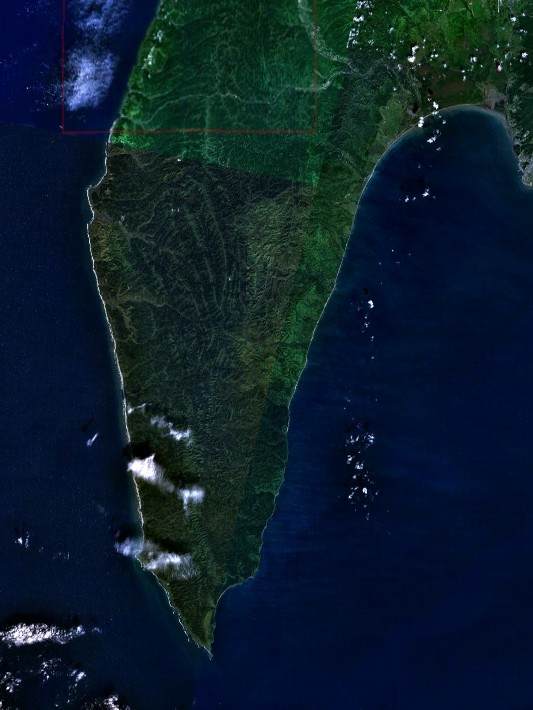
能登呂半島の衛星画像

能登呂半島（のとろはんとう）は、樺太の南部にある半島のひとつ。ロシアでの名称は、クリリオンスキー半島 (露： Крильонский полуостров）である。先端の西能登呂岬は樺太の南端に位置する。

## 概要
- 日本統治時代には、豊原支庁留多加郡と真岡支庁本斗郡（海馬村を除く）に属していた。

## 交通

### 鉄道
- 樺太西線
- 南樺鉄道
- 南樺太炭鉱鉄道

### 道路
- 新場西能登呂岬線
- 本斗西能登呂岬線
- 本斗安別線
- 豊原留多加線
- 小里小原線
- 留多加蘭泊線
- 大豊遠節線
- 多蘭内大豊上流線